# Gheorghe Andriev
Gheorghe Andriev (Carcaliu, 15 de abril de 1968) es un deportista rumano que compitió en piragüismo en la modalidad de aguas tranquilas.
Participó en tres Juegos Olímpicos de Verano entre los años 1988 y 1996, obteniendo una medalla de bronce en la edición de Atlanta 1996 en la prueba de C2 500 m. Ganó ocho medallas en el Campeonato Mundial de Piragüismo entre los años 1990 y 1999, y seis medallas en el Campeonato Europeo de Piragüismo en los años 1999 y 2000.

## Palmarés internacional
| Juegos Olímpicos   | Juegos Olímpicos          | Juegos Olímpicos  | Juegos Olímpicos |
| Año                | Lugar                     | Medalla           | Evento           |
| ------------------ | ------------------------- | ----------------- | ---------------- |
| 1996               | Atlanta (Estados Unidos)  | Medalla de bronce | C2 500 m         |
| Campeonato Mundial |                           |                   |                  |
| Año                | Lugar                     | Medalla           | Evento           |
| 1990               | Poznań (Polonia)          | Medalla de plata  | C2 1000 m        |
| 1990               | Poznań (Polonia)          | Medalla de plata  | C2 10 000 m      |
| 1991               | París (Francia)           | Medalla de plata  | C2 10 000 m      |
| 1994               | Ciudad de México (México) | Medalla de oro    | C2 500 m         |
| 1998               | Szeged (Hungría)          | Medalla de plata  | C2 1000 m        |
| 1998               | Szeged (Hungría)          | Medalla de plata  | C4 500 m         |
| 1999               | Milán (Italia)            | Medalla de bronce | C4 200 m         |
| 1999               | Milán (Italia)            | Medalla de plata  | C4 500 m         |
| Campeonato Europeo |                           |                   |                  |
| Año                | Lugar                     | Medalla           | Evento           |
| 1999               | Zagreb (Croacia)          | Medalla de oro    | C2 500 m         |
| 1999               | Zagreb (Croacia)          | Medalla de plata  | C2 1000 m        |
| 1999               | Zagreb (Croacia)          | Medalla de plata  | C4 200 m         |
| 1999               | Zagreb (Croacia)          | Medalla de plata  | C4 500 m         |
| 2000               | Poznań (Polonia)          | Medalla de plata  | C4 500 m         |
| 2000               | Poznań (Polonia)          | Medalla de plata  | C4 1000 m        |